# هورنبورگ (زاکسونی)-آنهالت
هورنبورگ (زاکسونی)-آنهالت (به آلمانی: Hornburg) یک منطقهٔ مسکونی در آلمان است که در Seegebiet Mansfelder Land واقع شده‌است. هورنبورگ ۳۸۴ نفر جمعیت دارد.